# Alberite
Alberite è un comune spagnolo di 2 086 abitanti situato nella comunità autonoma di La Rioja.